# Партизанское движение в Карело-Финской ССР во время Великой Отечественной войны
Партизанское движение в Карелии — составная часть советского партизанского движения в годы Великой Отечественной войны 1941—1945 годов на оккупированной территории Карело-Финской ССР.

## История
Работа по организации партизанского подполья и партизанского движения на территории Карело-Финской ССР началась в конце июня 1941 года. К августу 1941 года было создано партийное подполье (124 коммуниста в составе девяти подпольных райкомов) и 15 партизанских отрядов общей численностью 2000 чел.
Основой для создания первых партизанских отрядов стали истребительные батальоны.
В начальный период войны (с июля по декабрь 1941 года) партизанские отряды действовали в прифронтовой полосе и нередко вели оборонительные бои совместно с частями Красной Армии.
После стабилизации линии фронта в декабре 1941 года, основной формой деятельности партизан становится совершение рейдов на оккупированную противником территорию Карелии, рейды продолжались до лета 1944 года.
В начале июня 1944 года был разработан специальный план боевых действий партизанских отрядов на период летних наступательных операций Карельского фронта.
В июне — сентябре 1944 года карельские партизаны активизировали деятельность во взаимодействии с наступающими советскими войсками.

## Организационная структура

### Руководство
2 июля 1941 года, в соответствии с решением бюро ЦК КП(б) Карело-Финской ССР, для организации партизанского подполья и партизанского движения была создана «тройка» в составе: секретарь ЦК КП(б) КФССР А. С. Варламов, первый заместитель председателя СНК республики М. Я. Исаков и нарком государственной безопасности М. И. Баскаков.
- 9 августа 1941 года было принято Постановление СНК КФССР «Об обеспечении бойцов истребительных батальонов НКВД КФССР, партизанских отрядов и их семей»[4]
- 11 августа 1941 года Постановлением ЦК КП(б) Карело-Финской ССР был создан Штаб по руководству партизанским движением на занятой врагом территории республики[5].
- 23 октября 1941 года руководство партизанскими отрядами было передано НКВД Карело-Финской ССР[6].
- 28 июня 1942 года сформирован Карело-Финский штаб партизанского движения при Военном совете Карельского фронта[7]. Начальником штаба был назначен генерал-майор С. Я. Вершинин. Место дислокации штаба — Беломорск.
- Приказом Центрального штаба партизанского движения от 30 сентября 1942 года Карело-Финский штаб партизанского движения при Военном совете Карельского фронта переформирован в представительство Центрального штаба партизанского движения на Карельском фронте[8].
- 22 декабря 1942 года представительство Центрального штаба партизанского движения на Карельском фронте было переформировано в Карело-Финский штаб партизанского движения на Карельском фронте[9].
- В октябре 1944 года Карело-Финский штаб партизанского движения на Карельском фронте был расформирован[10].

### Партизанские формирования
В связи с тем, что на оккупированной территории отсутствовали базы с продовольствием и оружием и основная масса населения эвакуировалась, партизанские отряды базировались в советской прифронтовой полосе, совершая оттуда рейды в тыл врага.
По решению ЦК КП(б) республики от 27 ноября 1941 года создана партизанская бригада (командир В. В. Тиден, с февраля 1942 года И. А. Григорьев), в состав которой вошли 9 отрядов общей численностью 1140 человек. Бригада действовала до октября 1942 года.
На северном участке Карельского фронта не входившие в бригаду отряды «Вперёд», «Красный партизан», «Боевой клич» и «Красный онежец» в январе—апреле 1942 года совершили 16 рейдов в тыл врага.
В марте 1942 года был создан отряд «Комсомолец Карелии», в дальнейшем, в течение 1942 года были созданы отряды «Красное знамя», «Большевик Заполярья», «Советский Мурман».
По состоянию на начало 1943 года в Карелии действовали 18 партизанских отрядов и 6 диверсионных групп общей численностью 1698 бойцов.
Кроме того, на оккупированной территории Карелии действовали партизанские отряды из других областей РСФСР: Мурманской, Архангельской, Вологодской и Ленинградской.
Пополнялись партизанские отряды патриотами из Коми АССР, Красноярского края, Свердловской, Иркутской, Ярославской и других областей.

### Партизанские отряды Карельского фронта (1941—1944)[12]
| №  | Наименование             | Командование | Район формирования                           | Первоначальный состав (количество бойцов) | Период деятельности         | Примечания |
| -- | ------------------------ | --- | -------------------------------------------- | ----------------------------------------- | --------------------------- | --- |
| 1  | им. Тойво Антикайнена    | командиры: И. В. Крючков; с ноября 1941 года — М. К. Москалёв; с января 1942 года — Н. И. Кукелев; с апреля 1943 года — В. М. Лопаткин; с октября 1943 года — И. В. Крючков комиссары: Ф. В. Воронов; с ноября 1941 года — Ф. О. Новожилов; с декабря 1941 года — Н. Н. Макарьев; с декабря 1943 года — Ф. Г. Захаров; с марта 1944 года — М. В. Широкин | Заонежский район                             | 82                                        | 20.10.1941 — 15.10.1944     | с 05.12.1941 в составе 1-й партизанской бригады под № 1 (0011) |
| 2  | «Бей фашистов»           | Командир П. Ф. Столяренко Комиссары М. А. Рябков; с июля 1941 года — Ф. Г. Плеханов; с августа 1941 года — С. Н. Плеве. | г. Суоярви (08.07.1941)                      | 80                                        |                             | с 09.10.1941 передан в распоряжение 7-й армии |
| 3  | «Боевое знамя»           | командир Б. С. Лахти комиссар М. Ф. Королёв | Калевальский район                           | 49                                        |                             | с ноября 1941 г. в составе отряда «Красный партизан» |
| 4  | «Боевой клич»            | командиры — М. В. Медведев, с октября 1941 года — Е. М. Кокора, с октября 1943 года — Ф. И. Канторов комиссары — Л. В. Власов, с ноября 1941 года — Ф. М. Кудрявцев | Лоухский район                               | 52                                        | 18.07.1941 — 15.10.1944     | 25 октября 1941 года пополнен за счёт отряда «За Отечество» |
| 5  | «Боевые друзья»          | командир отряда Л. П. Жарков комиссары: В. М. Поляков, и с сентября 1941 года — Ф. И. Притчин | Медвежьегорский район(08.09.1941)            | 142                                       |                             | в ноябре 1941 г. объединён с отрядом «Боевые друзья» Прионежского района |
| 6  | «Боевые друзья»          | командиры: Ф. И. Греков; с октября 1942 года — Н. В. Суровцев комиссары: И. А. Егоров; с сентября 1941 года — В. Г. Калинин; с февраля по март 1942 года — Г. Н. Малюк; с марта по июнь 1942 года — В. Г. Калинин; с сентября 1942 года — Г. Н. Малюк; с апреля 1943 года — П. Д. Поваров; с декабря 1943 года — И. П. Мартынов.                         | Прионежский район                            | 120                                       | 08.09.1941 — 15.10.1944     | с декабря 1941 г. в составе 1-й партизанской бригады, с октября 1942 г. становится самостоятельной единицей |
| 7  | «Большевик»              | командир отряда: Н. П. Николаевский комиссар М. С. Матвеев | Кондопожский район (10.08.1941)              | 131                                       |                             | в ноябре 1941 года расформирован |
| 8  | «Большевик»              | командиры: Е. М. Кокора; с октября 1943 года — Г. А. Калашников комиссары: И. А. Ипатков; с декабря 1943 года — М. Н. Корюкаев; с мая 1944 года — С. Е. Щукин | Архангельск                                  | 73                                        | 21.08.1942 — 15.10.1944     | |
| 9  | «Большевик Заполярья»    | командир А. С. Смирнов комиссар А. В. Селезнёв | Мурманск                                     | 66                                        | 07.07.1942 — 15.10.1944     | После расформирования отряда в Сегеже 15 октября 1944 года 75 партизан отряда ушли в действующую армию |
| 10 | «Буревестник»            | командиры: П. Я. Константинов; с апреля 1942 года — Ф. И. Тукачев; с августа 1943 года — И. П. Самсонов комиссары: Ф. О. Новожилов; с декабря 1941 года — Я. В. Ефимов; с июня 1943 года — Я. П. Пажлаков; с декабря 1943 года — П. А. Кирьянов. | Пудож                                        | 100                                       | 15.12.1941 — 15.10.1944     | в составе 1-й партизанской бригады под № 7 (0017), с октября 1942 г. становится самостоятельной единицей |
| 11 | им. Ворошилова           | командир М. М. Петров комиссар А. А. Запоржин | Сортавальский район(10.07.1941)              | 85                                        |                             | 24.08.1941 расформирован в г. Петрозаводске |
| 12 | «Вперёд»                 | командиры: В. Н. Бобков; с ноября 1941 года — К. В. Бондюк; с октября 1943 года — М. Г. Титов комиссары: И. И. Вахрамеев; с ноября 1941 года — В. И. Поташов; с января 1943 года — М. П. Пивоев; с сентября 1944 года — Д. С. Александров. | Ребольский район                             | 41                                        | 19.07.1941 — 15.10.1944     | |
| 13 | «Дзержинец»              | командир С. В. Зеленков комиссар Н. И. Семёнов | Выборг                                       | 80                                        | 25.07.1941 — ноябрь 1941    | В ноябре 1941 года расформирован |
| 14 | «Железняк»               | командиры: П. К. Бугнин; с января 1942 года — С. М. Шабалин; с июня 1942 года — И. В. Крючков; с апреля 1943 года — В. С. Медведков; с мая 1944 года — И. Е. Голубев комиссары: С. П. Кормилкин; с марта 1943 года — Т. К. Левенец; с августа 1944 года — В. В. Ипполитов; с июня 1943 года — И. А. Архипов                                              | Пудожский район                              | 122                                       | 20.10.1941 — 15.10.1944     | в составе 1-й партизанской бригады под № 2 (0012), с июня 1942 г. становится самостоятельной единицей |
| 15 | «За Отечество»           | командир Ф. А. Фёдоров комиссар В. П. Савин | Пряжинский район (15.07.1941)                | 40                                        |                             | 25 октября 1941 г. влит в отряд «Боевой клич» |
| 16 | «За Родину»              | командир А. И. Горбачёв комиссар Л. В. Мастинен | Куркийокский район (15.07.1941)              | 101                                       |                             | 15.09.1941 расформирован в г. Петрозаводске |
| 17 | «За Родину»              | командиры: И. Г. Залецкий; с сентября 1942 года — С. М. Шабалин; с октября 1943 года — И. Я. Чертков комиссары: В. Ф. Ругачев; с марта 1942 года — С. Н. Плеве; с августа 1942 года — Л. В. Борисов; с августа 1944 года — А. А. Ферапонтов. | Шелтозерский район (05.08.1941)              | 97                                        | 05.08.1941 — 15.10.1944     | в составе 1-й партизанской бригады под № 4 (0014), с октября 1942 г. становится самостоятельной единицей |
| 18 | им. Кобы                 | Командир А. Н. Харлачёв комиссар Ф. М. Кудрявцев | Прионежский район, Петрозаводск (08.07.1941) | 560                                       |                             | в ноябре 1941 расформирован, личный состав влит в отряды «Боевой клич» и «Вперёд» |
| 19 | «Комсомолец Карелии»     | командиры: Э. П. Урб; с апреля 1943 года — Ф. П. Поляков комиссары: П. И. Спиридонов; с мая 1943 года — И. Г. Инниев; с сентября 1944 года — Н. Н. Писакин | Сегежа                                       | 98                                        | 20.11.1941 — 15.10.1944     | сформирован ЦШПД как рейдовый отряд из 93 человек с хорошей военной, лыжной и физической подготовкой |
| 20 | «Красное знамя»          | командиры: В. П. Введенский; с июня 1944 года — А. В. Парамонов комиссары: М. С. Ильин; с ноября 1942 года — П. В. Тареев; с декабря 1943 года — В. А. Малышев | Пудож                                        | 58                                        | 25.03.1942 — 15.10.1944     | в составе 1-й партизанской бригады под № 9 (0019), с июня 1942 г. становится самостоятельной единицей |
| 21 | «Красный онежец»         | командиры: В. В. Тиден; с ноября 1941 года — И. Я. Кравченко; с 25 мая 1944 года — Н. И. Малышев комиссары: В. И. Васильев; с ноября 1941 года — И. А. Тимофеев; с апреля 1942 года — Н. И. Бесперстов; с марта 1943 года — П. А. Кирьянов; с декабря 1943 года — Г. А. Герасимов                                                                        | Петрозаводск                                 | 91                                        | 31.07.1941 — 15.10.1944     | сформирован из работников Онегзавода |
| 22 | «Красный партизан»       | командиры: А. К. Полянский; с 21 ноября 1941 года — Ф. Ф. Журих комиссары: И. П. Сорокин; с ноября 1942 года — М. Ф. Королев; с сентября 1942 года — В. Н. Пертутнен; с июня 1944 года — В. Т. Еремеев | Кемь                                         | 101                                       | 08.08.1941 — 15.10.1944     | |
| 23 | «Ленинградец»            | командир Н. И. Иванов комиссар М. С. Ильин | Ленинградская область                        | 96                                        | 05.03.1944 — 15.10.1944     | |
| 24 | «Мстители»               | Командиры: А. И. Попов; с октября 1942 года — Н. Г. Пименов; с апреля 1943 года — П. Р. Николаев; с июня 1944 года — Н. П. Шестаков; с августа 1944 года — В. С. Медведков комиссары: И. Г. Залецкий; с июня 1942 года — П. Н. Спящий; с августа 1942 года — П. А. Кирьянов; с октября 1942 года — Т. К. Левенец; с января 1943 года — Д. А. Ломаченко   | Пудож                                        | 101                                       | 01.12.1941 — 15.10.1944     | в составе 1-й партизанской бригады под № 3 (0013), с октября 1942 г. становится самостоятельной единицей |
| 24 | «Полярник»               | командир: Д. А. Подоплекин комиссары: Р. П. Карелин; с июня 1942 года — Д. Г. Майзер; с июня 1944 года — А. Я. Уланов | Архангельск                                  | 100                                       | 19.02.1942 — 15.10.1944     | в составе 1-й партизанской бригады под № 5 (0015), с июня 1942 г. становится самостоятельной единицей |
| 25 | «Советский Мурман»       | командир С. Д. Куроедов комиссар В. Н. Васильев | Мурманск                                     | 67                                        | 07.07.1942 — 15.10.1944     | При расформировании в Сегеже 15 октября 1944 года 64 партизана отряда направлены в действующую армию, |
| 26 | «Сталинец»               | командиры: А. Г. Цветков; с марта 1943 года — В. Т. Сысуев; с февраля 1944 года — В. А. Гонтаренко комиссар А. А. Афанасьев | Архангельск                                  | 70                                        | 21.08.1942 — 15.10.1944     | Действовал на северном участке Карельского фронта |
| 27 | им. Чапаева              | командир Н. С. Сретенский комиссар М. В. Шавкун | Беломорск (30.07.1941)                       | 71                                        |                             | После гибели Н. С. Сретенского, 24.09.1941 влит в отряд «Красный онежец» |
| 28 | им. Чапаева              | командиры: В. Г. Калинин; с июня 1942 года — Н. П. Шестаков; с сентября 1942 года — В. М. Лопаткин; с октября 1943 года — А. А. Коросов комиссары: Я. В. Ефимов; с сентября 1942 года — Е. М. Филиппов; с июня 1943 года — Н. Е. Кузнецов; с сентября 1944 года — А. Ф. Левошкин                                                                         | Пудож                                        | 88                                        | 15.02.1942 — 15.10.1944     | в составе 1-й партизанской бригады под № 8 (0018), с октября 1942 г. становится самостоятельной единицей |
| 29 | Без названия             | командир Ганичев Ф. В. | Олонецкий район                              | 45                                        | 05.09.1941 — ноябрь 1941 г. | |
| 30 | Без названия             | командир Журих Ф. Ф. | Беломорск                                    | 47                                        | 04.07.1944 — август 1944 г. | |
| 31 | Без названия             | командир Кравченко И. Я. | Беломорск                                    | 41                                        | 02.07.1944 — август 1944 г. | |
| 32 | Без названия             | командир В. Д. Начвин комиссар Н. Н. Макарьев | Петрозаводск (29.09.1941)                    | 52                                        |                             | 25.10.1941 г. вошёл в состав отряда «Боевой клич» |
| 33 | Без названия             | командир Тукачев Ф. И. | Петрозаводск (29.09.1941)                    | 57                                        |                             | 27.10.1941 г. расформирован, личный состав передан в распоряжение 7-й армии |
| 34 | 1-я партизанская бригада | командиры: В. В. Тиден; с февраля 1942 года — И. А. Григорьев комиссар Н. П. Аристов | Пудож (06.12.1941)                           | 708                                       |                             | расформирована в октябре 1942 г. |
| 35 | «Волковский»             | командир: П. А. Волков | Ленинград (июль 1941)                        | 120                                       |                             | Сформирован в Ленинграде из числа комсомольцев-добровольцев, служивших в парашютно-десантных войсках и спортсменов-парашютистов. Официально реоорганизован в 32-й парашютно-десантный отряд особого назначения. |

### Печатные издания и иные формы агитации
Советское руководство придавало большое значение работе с населением оккупированных территорий и противодействию пропаганде противника.
В соответствии с приказом наркомата обороны «О газетах для населения оккупированных советских областей» в марте 1942 года был начат выпуск двух газет для населения оккупированных территорий Карело-Финской ССР: «Ленинское знамя» (на русском языке) и «Totuus (Правда)» (на финском языке).
Информационная работа строилась с учётом противодействия антисоветской пропаганде противника. Например, после того, как в 1943 году оккупационные власти начали усиленно распространять слухи о том, что «в прошлом [1942] году Калинин, выступая по радио, якобы заявил, что карелам и вепсам, надо готовить гробы, так как Советская власть с ними расправится», 31 декабря 1943 года состоялось радиообращение М. И. Калинина к жителям Карело-Финской ССР, текст которого немедленно начали распространять на территории республики.

## Деятельность
- 14-27 июля 1941 боевая группа под командованием В. С. Ершова совершила рейд по оккупированной территории, в ходе которого были заминированы две автодороги, взорван склад с боеприпасами, в нескольких местах повреждены линии связи, обнаружены и выведены через линию фронта в расположение советских войск два раненых советских военнослужащих[17].
- в августе 1941 года партизанский отряд «Вперёд» под командованием комиссара И. И. Вахрамеева (1916—1941)[18], разгромил роту противника[19].
- в августе — сентябре 1941 года партизанский отряд под командованием В. В. Тидена и В. И. Васильева совершил 10 рейдов по оккупированной территории, в ходе которых были сбиты два самолёта, сожжены 2 моста и склад горючего, уничтожены несколько автомашин и 130 военнослужащих противника[19].
- в августе — сентябре 1941 года партизанский отряд под командованием И. И. Карху совершил рейд, в ходе которого разрушил 2 моста и в 12 местах повредил линии связи[19].
- в начале сентября 1941 года боевая группа под командованием П. И. Степанчука (20 чел.) совершила рейд по оккупированной территории, в ходе которого 7 сентября 1941 года в засадах на Самозерском тракте были уничтожены несколько мелких групп финских солдат[20].
- 18 сентября — 16 октября 1941 рейд по оккупированной территории совершил Прионежский партизанский отряд под командованием Ф. И. Грекова, в ходе рейда была собрана разведывательная информация, заминирована автодорога, в нескольких местах повреждены линии связи, в расположение советских войск выведены 30 красноармейцев[19].
- 26 сентября — 4 октября 1941 года боевая группа под командованием П. И. Степанчука (28 чел.) совершила рейд по оккупированной территории: сначала в районе деревни Маркелицы, затем в районе деревень Мяндусельга и Юстозеро (здесь были уничтожены три легковые автомашины)[19].
- в декабре 1941 года партизанский отряд под командованием Ф. Ф. Журиха разгромил штаб батальона в деревне Рикоярви, здесь было уничтожено 60 военнослужащих противника[19].
- 10 января 1942 года партизаны семи отрядов провели крупную операцию по одновременному разгрому четырёх гарнизонов в деревнях Клименицы, Сенная Губа, Конда, Воевнаволок. В результате операции были уничтожены 80 и пленены 15 финских солдат, захвачены 10 станковых и 5 ручных пулемётов, 28 автоматов, 60 винтовок, 1 радиостанция, два телефонных коммутатора и много другого военного имущества.
- в марте 1942 года партизаны разгромили гарнизон в деревне Кентозеро[19].
- 15-19 октября 1942 года боевая группа под командованием И. С. Новосёлова (18 бойцов) совершила рейд по оккупированной территории, в ходе которого 18 октября 1942 года был разгромлен гарнизон в деревне Ламбасручей — партизаны разгромили штаб, забросали гранатами казарму с солдатами, застрелили назначенного оккупантами коменданта, захватили трофейное оружие и документы и вышли в расположение советских войск (потери группы составили 4 человека убитыми)[21].
- в декабре 1942 года начал первый рейд отряд «Комсомолец Карелии», он выполнил разведку местности западного берега Сегозера, взорвал мост на шоссе и заминировал автомобильную дорогу, а при отходе дал бой шедшему по следам подразделению противника[13]
- 17 января 1943 года партизаны четырёх отрядов провели крупную операцию по одновременному разгрому трёх гарнизонов в деревнях Линдома, Тамбиц-Маяк и Крестовая Губа на Заонежском полуострове. В результате операции были уничтожены 245 оккупантов, 6 орудий и 3 миномёта, две радиостанции, одна прожекторная установка, сожжено 7 складов с продовольствием и военным имуществом, захвачены пленные и трофейное оружие[22].
- 25 января 1943 — партизаны отряда «Комсомолец Карелии» и взвод партизан из отряда «Буревестник» разгромили финский гарнизон в деревне Сегежа[13]
- в ночь с 5 на 6 июля 1943 партизаны отряда «Комсомолец Карелии» устроили засаду на дороге Костомукша — Кондоки, в которой были разгромлены отряд из 40 немецких солдат и прибывшая на звуки перестрелки группа финских кавалеристов. Трофеями партизан стали три лошади, радиостанция, стрелковое оружие и документы (в том числе, карта с нанесённой схемой обороны финских войск на Ухтинском направлении)[13]
- в августе 1944 года группа из 30 партизан отряда «Комсомолец Карелии» уничтожила финский гарнизон на хуторе Пилониеми. В результате операции были убиты 47 финских солдат, уничтожены 32 велосипеда и радиостанция, сожжены превращённый в казарму двухэтажный дом и 4 склада с боеприпасами и продовольствием. Потери партизан составили 3 человека ранеными[13]

## Результаты
В период оккупации на борьбу с советскими партизанами на территории Карелии были затрачены значительные силы и средства; к борьбе с партизанами были привлечены сотрудники финских спецслужб, военнослужащие армейских подразделений, полицейские и охранные формирования.
Если в первые дни пребывания партизан в тылу у противника подходы к важнейшим коммуникациям были свободны, то после нескольких проведённых операций охрана коммуникаций была усилена, а в дальнейшем — продолжала усиливаться (при этом, охранные мероприятия ограничивали пропускную способность коммуникаций, что осложняло своевременное снабжение группировки немецко-финских войск на линии фронта).
- были созданы мелкие гарнизоны с задачей охраны коммуникаций, вооружённые в основном винтовками и станковыми пулемётами[23];
- для борьбы с партизанами были созданы специальные «контрпартизанские» части, вооружённые винтовками, автоматами и пулемётами[23];
- с июля 1942 года по железной дороге Алакуртти — Куолоярви движение составов было разрешено только в период с 6 часов утра до 21 часа; установлено пешее патрулирование дороги с целью обнаружения повреждений железнодорожного полотна, следов диверсий и установки мин. Кроме пеших патрулей, для облёта территории в районе железнодорожной линии был выделен один самолёт[23];

- по параллельно идущей шоссейной дороге движение автомашин и подвод было разрешено только в период с 6 часов утра до 21 часа, и только в составе охраняемых колонн, движение одиночных машин было запрещено. По обеим сторонам дороги на расстоянии 150—200 метров был вырублен лес (чтобы подходы к дороге были видны); на расстоянии через километр вдоль дороги были установлены контрольные будки с постовыми; установлено пешее патрулирование дороги;

- на дороге Куусамо — Кестеньга было установлено конное и пешее патрулирование, в районе действий партизан к охране дороги были привлечены танкетки[23]
- на дорогах Кондоки — Костомукша — Вокнаволок после действий отряда «Красный партизан» было установлено патрулирование группами пеших, конных и велосипедистов[23].

В 1941—1944 годы партизаны уничтожили 13 тысяч оккупантов и их пособников, организовали крушение 31 эшелона, взорвали и сожгли 151 мост, уничтожили 7 самолётов, 11 единиц бронетехники, 34 артиллерийских орудия, 314 автомашин, а также разгромили 53 гарнизона противника, уничтожили 66 казарм, полицейских постов и опорных пунктов, 1 железнодорожную станцию и 78 складов, вывели из строя 250 км телефонных линий.
Летом 1944 года, после начала наступления Карельского фронта, карельские советские партизаны оказывали помощь войскам 32-й армии, проводя разведку в интересах наступающих частей, выступая проводниками, нанося удары по коммуникациям противника, разрушая линии связи, а также вели бои за освобождение населённых пунктов. В общей сложности, партизаны освободили и удерживали до подхода советских войск 11 населённых пунктов.
За боевые заслуги 1739 партизан были награждены орденами и медалями, а подпольщицам Марии Мелентьевой и Анне Лисициной присвоено посмертно звание Героя Советского Союза.

## Потери
Из 85 тыс. советских граждан, остававшихся в 1941—1944 годы на оккупированной территории Карелии, свыше 20 тысяч жителей были заключены в концентрационные, переселенческие и трудовые лагеря, 7 тысяч из них погибли.
В борьбе с оккупантами погибло немало организаторов, руководителей и участников подполья (П. И. Богданов, В. И. Бошаков, М. М. Деляев, М. А. Ершов, Я. В. Ефимов, Т. А. Куйвонен, Л. В. Мастинен, Ф. Ф. Тимоскайнен, Г. Д. Игнатова, О. Е. Филиппова, В. А. Кузьмин, У. П. Кузьмина, А. М. Звездина, П. М. Пеккиев и другие).

## Послевоенные события
В 1999 году Финляндия потребовала от прокуратуры Республики Карелия выдать финской стороне по списку ветеранов-партизан, которых в Финляндии «будут судить компетентным судом».

## Память, отражение в литературе и искусстве
- 22 июня 2003 года в Петрозаводске открыт памятник «Воинам, партизанам и подпольщикам Карельского фронта»[30]
- Военно-мемориальный комплекс Карельского фронта в Петрозаводске
- «Карельские партизаны» — деревянная скульптура, скульптор Ю. О. Раутайнен